# Petrus Wernink
Petrus Adrianus „Piet” Wernink (ur. 1 kwietnia 1895 w Oudshoorn, zm. 29 listopada 1971 w Wassenaar) – holenderski żeglarz, olimpijczyk, zdobywca złotego medalu w regatach na Letnich Igrzyskach Olimpijskich w 1920 roku w Antwerpii.
Na Letnich Igrzyskach Olimpijskich 1920 zdobył złoto w żeglarskiej klasie 6,5 metra. Załogę jachtu Oranje tworzyli również bracia Joop i Bernard Carp.